# Metriocnemus aculeatus
Metriocnemus aculeatus är en tvåvingeart som beskrevs av Chaudhuri och Bhattacharyay 1989. Metriocnemus aculeatus ingår i släktet Metriocnemus och familjen fjädermyggor. Inga underarter finns listade i Catalogue of Life.